# 岩崎浩
岩崎 浩（いわさき ひろし、1965年9月20日 - ）は、日本のトロンボーン奏者、作曲家、編曲家、レコーディングエンジニア、マスタリングエンジニア、音楽プロデューサー。音楽ユニットSliding Cafeプロデューサー。音楽制作スタジオmellowtone studio代表。

## 来歴
島根県大田市出身。小学5年生で学校の鼓笛隊クラブでトランペットを始める。大田市立第一中学校と島根県立大田高等学校では吹奏楽部に所属し、主にバストロンボーンを担当する。東京国際大学商学部入学、学生ビッグバンドに参加。大学卒業後、ミュージカル、テーマパーク、ライブハウス、さまざまなアーティストのツアーサポート、スタジオ録音などでプロ演奏活動を行う。ジャズの他、ロック、ファンク、ラテン、サルサ、クラシックなどさまざまな音楽ジャンルのバンド活動を経て現在に至る。また、大学時代に趣味で始めた作編曲、DTM(デスクトップミュージック)や一人多重録音においても次第に頭角を現し、30才頃からサウンドクリエーター、レコーディング・ミキシング・マスタリングエンジニアとしての仕事依頼も増し、CD制作、ゲーム音楽、テレビ番組、音楽出版社、音楽配信、他さまざまなメディアの音楽制作プロジェクトに携わっている。
2013年4月に左顔面神経麻痺を発症、長期間に渡りトロンボーン演奏不能状態に陥る。ライブ演奏復帰まで約5年の歳月を要し、2018年10月から本格的な演奏復帰を果たすが、2020年3月に今度は右顔面神経麻痺を発症、再び演奏不能状態に陥る。2013年の最初の顔面神経麻痺発症時な経験で得た独自のリハビリ方法により2021年7月に完全復帰を果たす。
2021年2月からはSliding Cafe名義での音楽活動を軸としており、Spotify、Apple Music、他主要音楽配信サービスで音源を発表している。